# Conquest (film 1983)
Conquest è un film del 1983, diretto da Lucio Fulci. Appartiene al filone dello sword and sorcery.

## Trama
In un'epoca passata imprecisata, il giovane Ilias arriva nel territorio di Ocron, una sacerdotessa a capo di un esercito di uomini-lupo, la quale fa credere ai suoi seguaci di avere il potere per far alzare il sole. Ocron, grazie ad un sogno premonitore, viene a conoscenza dell'arrivo dello straniero, il quale nella visione la uccide con un arco magico; per eliminare il pericolo, cerca di trovare un modo per uccidere lo straniero e per impadronirsi dell'arma che porta con sé; per fare tutto ciò chiede aiuto ad un oscuro mago del male. Intanto Ilias viene salvato da un'imboscata da Mace, un uomo solitario e abile guerriero, con il quale stringe amicizia e insieme tenteranno di sconfiggere la tiranna e porre fine al male.

## Distribuzione
Il film è uscito nelle sale italiane il 2 giugno 1983, negli Stati Uniti il 6 aprile 1984 e in Messico il 15 agosto 1985.
Conquest è stato un flop al botteghino, incassando meno di 100 milioni di lire italiane.